# Lymfeklierpunctie
Een lymfeklierpunctie (of lymfklierpunctie) is een medische ingreep waarbij een deel van het weefsel van een lymfeklier wordt opgezogen uit het lichaam, meestal voor onderzoek door een patholoog. Deze ingreep hoeft, in tegenstelling tot een lymfeklierextirpatie, niet plaats te vinden onder narcose.
Een lymfeklierpunctie vindt meestal plaats onder begeleiding van echografie. Het onderzoek wordt meestal verricht door een radioloog.
Een lymfeklierpunctie is minder ruim dan een lymfeklierbiopsie, omdat de naald dunner is en de architectuur van de lymfeklier niet bewaard blijft. Een lymfeklierbiopsie geniet bij maligniteiten veelal de voorkeur. Bij het stellen van een primaire diagnose echter, wordt een lymfeklierextirpatie toegepast.
Indicaties voor het onderzoek zijn onder andere een verdenking van lymfeklierkanker.